# خوزه هولباس
خوزه هولباس (به یونانی: Χοσέ Χολέμπας) (زادهٔ ۲۷ ژوئن ۱۹۸۴) بازیکن فوتبال اهل کشور یونان است.
وی برای تیم ملی یونان ۱۰ بازی انجام داده و ۱ گل به ثمر رسانده‌است. پست تخصصی این بازیکن نیز، دفاع است.